# Южна доктрина
Южната доктрина (на японски: 南進論, „Наншинрон“) е политическа доктрина в Япония през първата половина на XX век.
В Междувоенния период тя е една от двете алтернативни доктрини на японския империализъм – за разлика от Северната доктрина, предвиждаща експанзия към вътрешността на Сибир, Южната доктрина приоритизира разширението към Югоизточна Азия. През 30-те години Южната доктрина печели все повече привърженици и окончателно се налага след отмяната на плана „Кантокуен“ през втората половина на 1941 година. Така страната влиза във Втората световна война с нападение срещу Съединените щати и западните Съюзници с владения в Югоизточна Азия.